# Перуанская сардина
Перуанская сарди́на (лат. Sardinops sagax) — вид рыб из рода сардинопсов (Sardinops) из семейства сельдевых (Clupeidae). Иногда выделяют в монотипический род Sardinops . Вид встречается в Тихом (Калифорнии, Перу, Чили, Япония, Австралия) и Индийском (юг Африки) океанах в зонах апвеллинга. Важный объект промысла и объект питания рыб, птиц и морских млекопитающих. Численность испытывает значительные колебания, которые связывают глобальными изменениями климата.